# هال مور (مصارع رياضي)
هال مور (بالإنجليزية: Hal Moore)‏ هو مصارع رياضي أمريكي، ولد في 1923 في وينونا في الولايات المتحدة، وتوفي في 2003.

## وصلات خارجية
- هال مور على موقع أوليمبيديا (الإنجليزية)